# Harriet Cohen

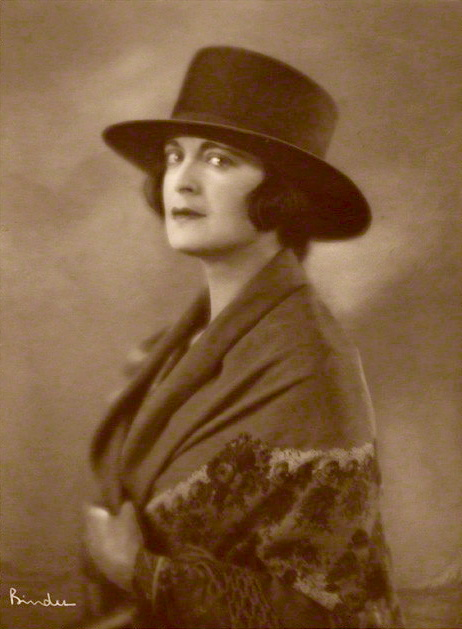
Harriet Cohen, pianista británica

Harriet Cohen CBE (Commander of the British Empire) (Londres, 2 de diciembre de 1895 – Londres, 13 de noviembre de 1967) fue una pianista británica famosa por sus interpretaciones de Bach y la música moderna inglesa, sobre todo de Arnold Bax.

## Vida
Nacida en el Londres de 1895, estudió piano en la Royal Academy of Music (1912-17) con el legendario Tobias Matthay, conocido como Uncle Tob, y en la escuela que éste abrió en Wimpole Street, donde acabaría enseñando. Perteneció a la extraordinaria cohorte de pianistas dotadas que emergió de la tutela de Matthay, entre ellas Myra Hess e Irene Scharrer. Realizó su debú en concierto con tan solo 13 años. Al tener las manos pequeñas su repertorio se vio limitado, pero rápidamente consiguió una gran reputación como intérprete de Bach y como defensora acérrima de la música inglesa de su tiempo. 
En la década después de la Primera Guerra Mundial se afianzó como pianista, y a partir de entonces se lanzó en una espiral frenética de compromisos sociales y profesionales. Durante muchos años realizó tours por todo el mundo como solista, organizando nuevos trabajos cada dos por tres y cultivando amistades con figuras destacadas de todos los ámbitos. En 1924 tocó en el Festival de Música Contemporánea de Salzburgo. En 1925 presentó el primer programa íntegramente de Bach para ser interpretado en Queen’s Hall, Londres. En 1930 tocó en el Festival Coolidge, en Chicago. En 1931 fue invitada por el Bach Gesellschaft para actuar en el lugar de nacimiento de Bach, Eisenach. En 1933 ofreció la premier mundial del Concierto para Piano de Ralph Vaughan Williams, escrito para ella. Ese mismo año grabaría el Quinteto para Piano de Edward Elgar con el Cuarteto de cuerda Stratton, supervisado por el propio compositor.
En 1938 fue nombrada CBE(Comandante del Imperio Británico), y en 1954 Freeman of the City of London, amén de otros muchos honores en otros países. En 1948 sufrió un accidente doméstico que le lesionaría la mano derecha. Cuando vertía un vaso de agua, el mismo se hizo añicos en su mano derecha. Desafortunadamente nunca curaría por completo, lo que no le impidió seguir tocando, aunque fuese a una sola mano. Pero su salud empeoró considerablemente, sufriendo ataques de tuberculosis, lo que le llevó a retirarse, no sin desazón, en 1960, y más tarde a morir en 1967.

## Cohen y Bax
La relación de Cohen con Arnold Bax merece un apartado aparte. Cohen y Bax fueron amigos durante mucho tiempo y amantes ocasionales. Lo que comenzó como una relación puramente profesional – Cohen tocando y abogando la música para piano de Bax – se convirtió en una relación apasionada. 
Cada día iba Bax de Amersham a Cheshunt para pasar la tarde con la joven Cohen. En una de estas salidas en 1917, refugiándose de una tormenta, concibió la pieza orquestal November Woods, que resumía la lucha entre su corazón y sus deberes conyugales. Muchas de sus piezas cortas para piano fueron escritas con este entusiasmo para Harriet. 
Pero su amor aún no podía ser permitido por el código social contemporáneo - pues Bax continuaba casado con su esposa Elsita Sobrino -, lo que hizo que Bax y Cohen sufrieran considerablemente. Cohen continuó siendo su amante por el resto de su vida, o eso pensaba ella. Dado que la mujer de Bax era de origen español, Harriet pensó que se separarían, lo cual no sucedió. Asumió que esto se debía a que ella era católica. 
Cuando la mujer de Bax murió en 1948, Cohen descubrió con rabia que no había sido católica después de todo, y que no habría habido obstáculo para divorciarse. Esperando que Bax se casase entonces con ella, se enfureció incluso más al descubrir que durante los últimos 20 años había estado manteniendo una relación con otra amiga, Mary Gleaves, quien había sido, desde luego, muy joven cuando se conocieran por primera vez. Aun así, Cohen abogó por la música de Bax hasta su muerte.
Muchas de las obras para piano de Bax fueron escritas para ella. Estando incluida la música de la versión de David Lean de Oliver Twist de 1948. Ese mismo año Cohen sufrió la lesión de mano, y Bax le compuso el Concertino para la mano izquierda.

## Amistades
Los escritos y correspondencias de Cohen dan fe de sus diversas amistades, entre las que se encuentran personalidades como George Bernard Shaw, Ramsay MacDonald, D.H. Lawrence, Sir Edward Elgar, Jean Sibelius y Rebecca West, y sirven como testamento a una mujer quien, en palabras de Percy Young, “no sólo hizo música incomparablemente bien, sino que al hacerlo también mejoraba la calidad de vida”.
Son muchos los compositores que escribieron obras para Cohen:
- Las seis piezas de la colección Mikrokosmos (conocidas como Seis Danzas sobre Ritmos Búlgaros), de Béla Bartók, están dedicadas a ella.
- Concierto para Piano de Ralph Vaughan Williams
- Rapsodia en Fa sostenido para Piano y Orquesta de Ernest John Moeran. La escribió siguiendo una sugerencia de Arnold Bax. Se estrenó en el Royal Albert Hall el 19 de agosto de 1943, del cual escribió Lionel Hill: “Esperé impacientemente hasta que Miss Cohen se sentó al piano. Ajustó el taburete, miró al director, y la Rapsodia cobró vida”.
- Las ya comentadas de Arnold Bax

En 1932 doce destacados compositores británicos publicaron arreglos de Bach para Cohen en A Bach Book for Harriet Cohen. Además, en 1951, Bax, junto con otros compositores, fundaron en su honor el Premio Internacional de Música Harriet Cohen.

## Aportaciones
Publicó algunas transcripciones de Bach y un pequeño libro de interpretación, Music’s Handmaid (Londres, 1936). Sus memorias póstumas, A Bundle of Time (Londres, 1969), tienen un gran valor por las cartas de sus amigos en todos los ámbitos.

## Curiosidad
Las pianistas Irene Scharrer y Harriet Cohen no solo tenían en común que ambas estudiasen en la Royal Academy of Music con Tobias Matthay, sino que eran parientes lejanas. 
- Henry (1824-1896), hijo de Moses Samuel, se casó con Rachel Schriener Wolfe (1829-1892). Su hija, Ida Henrietta Samuel, se casó con Tobias Scharrer. La hija de estos fue Irene Scharrer. De tal modo, Irene fue la bisnieta de Moses.

- Walter (1829 – 1863) se casó con Harriet Schriener Wolfe (la hermana de Rachel) (1836 – 1908). Su hija, Evelyn (1853 – 1930), se casó con Benjam White (1846 –1908). A su vez, la hija de estos, Florence, se casó con Joseph Woolf Cohen, cuya hija fue Harriet Cohen. De tal modo, Harriet fue la tataranieta de Moses.

## Discografía
Las siguientes discográficas tienen grabaciones de Cohen.
- Naxos 
  - Bach, J.S.: Piano Transcriptions, Vol. 1 (Great Pianists) (1925-1947)
  - Bach, J.S.: Piano Transcriptions, Vol. 2 (Great Pianists) (1925-1950)
  - Original Film Music Themes: Things to Come (1936-1947)
  - Women at the Piano – An anthology of historic performances, Vol. 1 (1926-1952)

- Pearl
  - Bax, Bloch, Kreisler, Paganini: Works for Viola/ Primrose, William (Cohen acompaña a William Primrose)

- Dutton Laboratories / Vocalion (UK)
  - Cohen plays Bax

- Doremi Records
  - Legendary Treasures - William Primrose Collection Vol 1 (Cohen acompaña a William Primrose)